# Kuta Tinggi (Simpang Kanan)
Kuta Tinggi is een bestuurslaag in het regentschap Aceh Singkil van de provincie Atjeh, Indonesië. Kuta Tinggi telt 607 inwoners (volkstelling 2010).